# Möbelriket
Möbelriket kallas en handelsregion för möbler och design i Småland. Termen avser även "Möbelriket AB", ett nätverk för småländska design- och möbelföretag, som i dag har ett sjuttiotal företag som servicetagare och/eller partners. Bland de mer välkända finns bland andra Ikea, Lammhults Design Group, Norrgavel, Bruno Mathsson och Källemo. 
Möbelriket består av företag och ett par kommuner som valt att samverka för att lyfta fram en unik design och möbelhistoria i de småländska skogarna.